# Vương quốc Anh (927–1707)
Vương quốc Anh (tiếng Anh: Kingdom of England) là quốc gia có chủ quyền đã từng tồn tại từ năm 927 đến năm 1707 ở phía tây bắc lục địa châu Âu. Ở thời đỉnh cao, Vương quốc Anh đã từng kéo dài tới hai phần ba phía nam Đảo Anh (bao gồm cả Anh và xứ Wales ngày nay) và một vài hòn đảo nhỏ xa trung tâm; hiện nay thuộc thẩm quyền pháp lý của Anh và xứ Wales. Vương quốc này có biên giới đất liền với Vương quốc Scotland ở phía bắc.
Hoàng cung lúc đầu đặt ở Winchester, Hampshire, nhưng từ thế kỉ 12 trở đi, Luân Đôn thực tế đã trở thành thủ đô của quốc gia này.

## Tên gọi
Người Anglo-Saxons tự gọi mình là Engle hoặc Angelcynn, tên gốc của người Angles. Vùng đất họ sinh sống được gọi là vùng đất Engla, có nghĩa là "vùng đất của người Anh" bởi Æthelweard Latin hóa Anglia, từ gốc chỉ vùng Anglia vetus, quê hương của các Angles (được Bede gọi là Angulus). Từ vùng đất Engle được đọc chệch thành England bởi âm tiết trùng thời trung cổ (Engle-land, Engelond). Tên Latin là Anglia hoặc đất Anglorum, Pháp cổ và Anglo-Norman gọi là Angleterre. Từ thế kỷ 14 England được sử dụng trong các tài liệu ám chỉ toàn bộ đảo Anh.
Tước hiệu chung cho tất cả các quân vương từ Æthelstan tới vua John là Rex Anglorum (tiếng Anh: King of the English, "vua của người Anh"). Canute Đại đế, vua Đan Mạch đã xưng ngôi là vua Anh (tiếng Anh: King of England). Trong thời gian người Norman kiểm soát (1066-1154) vẫn sử dụng tước hiệu là Rex Anglorum, và sử dụng thường xuyên là Rex Anglie (tiếng Anh: King of England, vua Anh). Trong triều đại nữ vương Matilda sử dụng tước hiệu Domina Anglorum (tiếng Anh: Lady of the English, Quý bà Anh). Từ triều đại vua John trở đi các tước hiệu khác được sử dụng tránh tước hiệu Rex hoặc Regina Anglie. Năm 1604 vua James I, người thừa kế ngai vàng đã thông qua tước hiệu Quốc vương của Đại Anh (tiếng Anh: King of Great Britain), sử dụng tiếng Anh thay vì tiếng Latin). Nghị viện Anh và Scotland không công nhận tước hiệu tới Đạo luật Liên hiệp năm 1707.

## Lịch sử

### Anh Anglo-Saxon
Vương quốc Anh nổi lên sau sự thống nhất của vương quốc Anglo-Saxon gọi là Thất quốc Triều đại (tiếng Anh: Heptarchy) gồm: Đông Anglia, Mercia, Northumbria, Kent, Essex, Sussex, và Wessex. Cuộc xâm lược của người Viking thế kỷ IX phá vỡ sự thống nhất của vương quốc Anh và nơi ở của người Anglo-Saxon. Tới thế kỷ thứ X các vùng đất Anh được tái thống nhất bởi vua Æthelstan năm 927.
Trong thời kỳ thất quốc, vị vua mạnh nhất trong số các vương quốc Anglo-Saxon là Bretwalda, được công nhận thượng vương so với các vua khác. Sự suy yếu của Mercia khiến Wessex mạnh lên. Wessex thu phục Kent và Sussex năm 825. Vua của Wessex chiếm quyền lực cao hơn so với các vương quốc khác trong thế kỷ thứ IX. Năm 827, Northumbria quy phục Egbert của Wessex tại Dore. Như vậy Egbert trong thời gian ngắn đã trở thành vị vua đầu tiên để cai trị quốc gia liên hiệp Anh.
Năm 886, Alfred Đại đế tái chiếm Luân Đôn, được coi là bước ngoặt trong triều đại của ông. Biên niên sử Anglo-Saxon ghi rằng "tất cả mọi người Anh (tất cả Angelcyn) không chịu sự làm thần dân của Danes quy thuận dưới vua Alfred". Asser ghi rằng "Alfred, vua của Anglo-Saxons, khôi phục thành phố London huy hoàng... và làm nó thành nơi sinh sống lần nữa". Alfred "phục hồi" thành phố vừa được tái chiếm và được bao quanh bởi các bức tường La Mã, xây dựng cảng trên sông Thames, và xây dựng thành phố mới. Trong thời gian này Alfred tự phong tước hiệu "vua của Anglo-Saxon" cho mình.

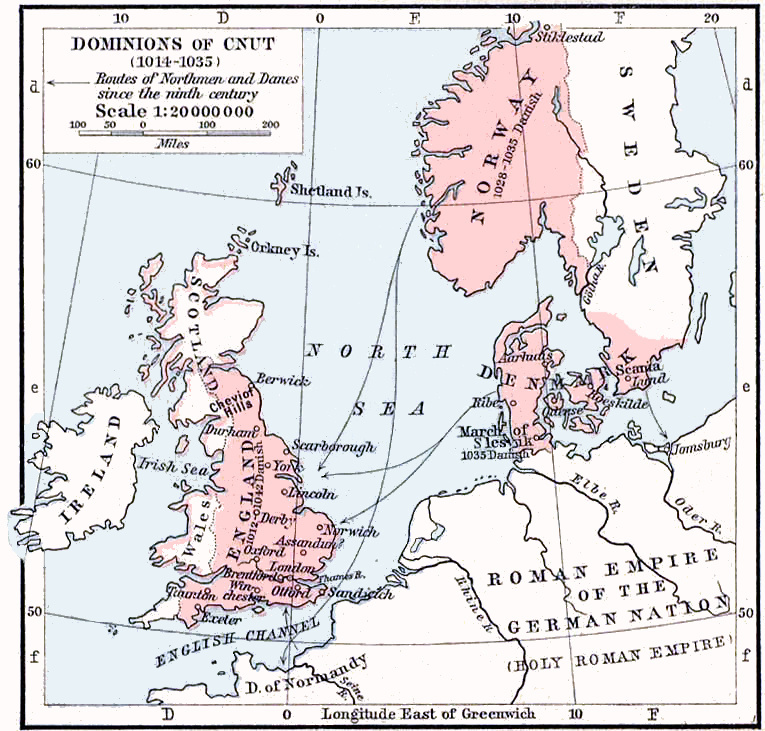
Thống trị của Cnut Đại đế (1014-1035)

Trong những năm sau Northumbria nhiều lần thuộc quyền kiểm soát của vua Anh và quân xâm lược Na Uy, nhưng sau đó được kiểm soát bởi người Anh Eadred năm 954, hoàn thành việc thống nhất nước Anh. Vào khoảng thời gian này, Lothian, phần phía bắc của Northumbria (Roman Bernicia), đã được nhượng lại cho Vương quốc Scotland. Ngày 12/7/927 các quốc vương của Anh đã tập trung tại Eamont, Cumbria công nhận Æthelstan là vua của người Anh. Đây có thể được coi là nước Anh "ngày thành lập" của Anh, mặc dù quá trình thống nhất đất nước đã thực hiện gần 100 năm.
Trong triều đại của Æthelred Bất tài (978-1016), Sweyn I của Đan Mạch tấn công xâm lược nhiều lần, đặc biệt năm 1013. Nhưng khi Sweyn I qua đời năm 1014, Æthelred Bất tài phục vị. Năm 1015 con của Sweyn I là Cnut Đại đế đã phát động cuộc xâm lược mới. Cuộc chiến kết thúc khi con của Æthelred Bất tài là Edmund Phi thường và Cnut ký hiệp ước trong đó tất cả xứ Anh trừ vùng Wessex sẽ được kiểm soát bởi Cnut. Sau cái chết của Edmund ngày 30/11/1016, Cnut cai trị vương quốc Anh như vị vua duy nhất. Sự cai trị của vương triều Đan Mạch kéo dài tới 6/1042 khi Harthacnut qua đời, ông là con của Cnut và Emma của Normandy (vợ của Æthelred Bất tài) và ông không có người thừa kế. Người thừa kế là Edward, Xưng tội là con của Æthelred Bất tài và Emma của Normandy. Vương quốc Anh độc lập khỏi người Đan Mạch.

### Norman chinh phạt
Thời gian hòa bình kéo dài tới khi vua Edward, Xưng tội qua đời tháng 1/1066. Harold II là em rể đã lên ngôi, nhưng người em họ là William Chinh phạt, Công tước xứ Normandy cũng tuyên bố kế vị. William đã phát động cuộc chiến xâm lược Anh và đưa quân đổ bộ vào vùng Sussex ngày 28/9/1066. Tin tức được truyền tới Harold, khi ông và quân của mình đóng tại York sau chiến thắng chống lại quân Na Uy trận Stamford Bridge (25/9/1066). Ông quyết định tấn công quân Norman ở Sussex và đã hành quân về phía nam, mặc dù quân đội không được nghỉ sau trận chiến với quân Na Uy. Quân của Harold và William đã giao tranh tại trận đánh Hastings (14/10/1066), trong đó quân đội Anh hoặc Fyrd đã bị đánh bại. Harold và 2 người em của mình bị giết, William nổi lên là người chiến thắng. William sau đó chinh phục Anh với rất ít sự phản kháng. Ông đã không sáp nhập nước Anh vào Công quốc Normandy. Vì tại Pháp ông chỉ là công tước, nên buộc phải trung thành với Philip I của Pháp, trong khi tại Anh độc lập, ông có thể cai trị mà không bị can thiệp. Ông lên ngôi vào ngày 25/12/1066 tại Westminster Abbey, London.

### Tiền Trung Cổ
Trong năm 1092, William II đã lãnh đạo cuộc xâm lược vương quốc Strathclyde, của người Celtic, bây giờ là phía tây nam Scotland và Cumbria. Ông đã chiếm được khu vực hiện tại thuộc hạt Cumbria đến Anh; sáp nhập và trở thành vùng biên giới truyền thống của Anh (trừ những thay đổi thường xuyên và tạm thời).
Trong 1124, Henry I nhượng lại khu vực hiện tại là đông nam Scotland (còn được gọi Lothian) vào Vương quốc Scotland, bù lại vua của Scotland phải trung thành với ông. Khu vực này của đất của người Anh kể từ năm 927, và trước đó từng là một phần của người Anglia thuộc Vương quốc Northumbria. Lothian sau này trở thành thủ đô của Scotland, Edinburgh. Sự sắp xếp này sau đó đã được hoàn tất năm 1237 bởi Hiệp ước York.
Công quốc Aquitaine đã liên minh với Vương quốc Anh bởi Henry II, khi đã kết hôn với Eleanor, nữ công tước xứ Aquitaine. Vương quốc Anh và Công quốc Normandy vẫn trong liên minh cá nhân cho đến khi vua John Lackland, con trai vua Henry II và hậu duệ thứ năm của William I, mất lãnh thổ Công quốc vào tay Philippe II của Pháp năm 1204. Một vài khu vực còn lại của Normandy, bao gồm các quần đảo Channel cùng với hầu hết công quốc Aquitaine vẫn do vua John kiểm soát.
Cho đến cuộc chinh phạt vương quốc Anh của người Norman, xứ Wales là phần độc lập của vương quốc Anglo-Saxon, mặc dù một số vị vua xứ Wales đã công nhận Bretwalda (biên niên sử của Anglo-Saxon). Ngay sau cuộc chinh phạt nước Anh của Norman, một số lãnh chúa Norman bắt đầu tấn công xứ Wales. Và họ đã chinh phạt, cai trị một số khu vực và công nhận tước vị vua của lãnh chúa Norman vua của Anh, nhưng với sự độc lập tại địa phương. Trong nhiều năm các "lãnh chúa biên giới" chinh phạt nhiều lần hơn nữa vào xứ Wales, chống lại sự phản kháng bởi các ông Hoàng xứ Wales khác nhau, người cũng công nhận tước vị vua của lãnh chúa Norman của nước Anh.
Edward I đánh bại Llywelyn ap Gruffudd, chinh phạt thực sự xứ Wales năm 1282. Ông đã lập tước hiệu Thân vương xứ Wales cho con trai cả của ông, vị vua tương lai Edward II, trong cuộc chinh phạt năm 1301. Edward I đã tấn công và phá hủy các lâu đài tráng lệ của xứ Wales như Conwy, Harlech, và Caernarfon; nhưng sự kiện này đã tái thống nhất dưới một người cai trị duy nhất các vùng đất Anh thuộc La Mã lần đầu tiên kể từ khi thành lập Vương quốc Jutes ở Kent vào thế kỷ thứ 5, khoảng 700 năm trước đó. Theo đó, đây là thời điểm rất quan trọng trong lịch sử của nước Anh thời trung cổ, khi nó tái lập liên kết với các tiền Saxon. Những liên kết này được khai thác cho mục đích chính trị để đoàn kết các dân tộc của vương quốc, bao gồm cả Anglo-Norman, dân chúng xứ Wales.
Ngôn ngữ Xứ Wales - xuất phát từ ngôn ngữ Anh, với ảnh hưởng Latin đáng kể - tiếp tục được phần lớn dân số của Xứ Wales nói trong ít nhất 500 năm sau đó, và vẫn là ngôn ngữ được sử dụng ở nhiều vùng.

### Cuối Trung Cổ
Edward III là vị vua Anh đầu tiên tuyên bố lên ngôi vua Pháp. Sự tuyên bố của ông đã dẫn tới cuộc chiến trăm năm (1337-1453), cuộc tranh chấp giữa 5 vị Danh sách quân chủ Anh thuộc dòng họ Plantagenet chống 5 vị vua Pháp thuộc dòng họ Capetian của Valois. Mặc dù quân Anh giành được nhiều chiến thắng, đã không thể vượt qua được sự vượt trội của quân Pháp về quân số, khả năng sử dụng chiến lược và súng đạn. Anh đã bị đánh bại tại trận Formigny năm 1450 và cuối cùng là tại trận Castillon năm 1453, mất hết lãnh thổ tại Pháp và chỉ giữ lại được thị trấn Calais.
Trong chiến tranh trăm năm đồng nhất Anh bắt đầu phát triển thay cho phân chia trước đây giữa lãnh chúa Norman và cá thể Anglo-Saxon. Đây là hậu quả của sự thù địch kéo dài trong dân tộc Pháp, trong đó các vị vua và các nhà lãnh đạo khác (đáng chú ý là sự uy tín của Joan of Arc) sử dụng phát triển ý thức văn hóa Pháp để giúp thu hút người dân đến với sự cai trị của họ. Người Anglo-Norman trở nên khác biệt với những người chủ yếu ở Pháp, họ chế giễu tính cổ xưa và ngôn ngữ pha tạp tiếng Pháp. Tiếng Anh cũng trở thành ngôn ngữ của các tòa án pháp luật trong thời gian này.
Vương quốc có ít thời gian để hồi phục trước cuộc chiến tranh của Hoa Hồng (1455-1487), một loạt các cuộc chiến dân sự tranh chấp ngôi vị giữa dòng họ Lancaster (biểu tượng là bông hồng đỏ) và dòng họ York (biểu tượng là hoa hồng trắng), là các chi khác nhau của vua Edward III. Cuộc chiến kết thúc khi Henry VII kết hôn Elizabeth xứ York, con gái của Edward IV, qua đó thống nhất các dòng Lancaster và York.

### Thời kỳ Tudor
Xứ Wales được thiết lập hệ thống pháp lý và hành chính riêng biệt được thiết lập bởi vua Edward I vào cuối thế kỷ thứ 13. Đất nước bị chia cắt giữa lãnh chúa biên giới do lòng trung thành phong kiến với ngôi vua và ông Hoàng xứ Wales. Dưới chế độ quân chủ Tudor, Henry VIII thay thế luật pháp của xứ Wales tương đương của Anh (dưới Đạo Luật tại Wales 1535-1542). Wales bị sáp nhập vào Vương quốc Anh, và từ đó trở thành đại diện trong Nghị viện của Anh.
Trong 1530, Henry VIII đã chia cắt quyền lực của Giáo hội Công giáo La Mã trong vương quốc, thay thế các Giáo hoàng bằng người đứng đầu Giáo hội Anh và chiếm đất đai của giáo hội, tạo điều kiện cho việc thành lập Anh giáo. Tác động của Anh lên Scotland, cũng chấp nhận Tin lành, trong khi các cường quốc lục địa khác, Pháp và Tây Ban Nha, vẫn tiếp tục tin theo Công giáo La Mã.
Trong năm 1541, dưới thời trị vì của vua Henry VIII, Quốc hội Ireland tuyên bố ông là vua của Ireland, đưa Vương quốc Ireland vào liên hiệp chủ thể với Vương quốc Anh.
Calais, lãnh thổ còn lại cuối cùng của Vương quốc ở lục địa, đã bị chiếm năm 1558, dưới thời trị vì của Philip và Mary I. Kế vị của họ, Elizabeth I, củng cố Giáo hội Anh giáo mới của nước Anh. Bà cũng bắt đầu xây dựng sức mạnh hải quân của nước mình, trên cơ sở Henry VIII đã đặt ra. Năm 1588, hải quân mới của bà đã đủ đánh bại Armada của Tây Ban Nha, đang tìm cách xâm lược nước Anh để đưa một quốc vương Công giáo lên ngai vàng.

### Trước giai đoạn hiện đại
Dòng họ Tudor kết thúc khi Elizabeth I qua đời ngày 24/3/1603. James I lên ngôi vua Anh và đưa liên minh Anh với Vương quốc Scotland. Mặc dù thống nhất ngôi vua, nhưng các vương quốc vẫn riêng biệt và độc lập: tình trạng này kéo dài trong hơn một thế kỷ.

#### Nội chiến và đứt quãng
Các vị vua dòng họ Stuart đã đánh giá cao sức mạnh của chế độ quân chủ Anh, và đã bị Nghị viện truất phế năm 1645 và 1688. Trong lần đầu tiên, Charles I đưa ra các hình thức thuế mới thách thức Nghị viện dẫn tới cuộc nội chiến Anh (1641-45), kết thúc nhà vua đã bị đánh bại, và chế độ quân chủ bị Oliver Cromwell bãi bỏ trong thời gian từ 1649-1660. Từ sau trở đi, quân chủ cai trị duy nhất theo nguyện vọng của Nghị viện.
Sau khi xét xử Charles I vào tháng 1/1649, các Nghị viện Rump đã thông qua một hành động tuyên bố nước Anh là một nước Cộng hòa này 19/5/1649. Các chế độ quân chủ và viện Quý tộc đã bị bãi bỏ, và vì vậy viện Thứ dân trở thành cơ quan lập pháp duy nhất trong chế độ mới, Hội đồng Nhà nước trở thành cơ quan hành pháp. Tuy nhiên, quân đội vẫn tổ chức chi phối trong nước cộng hòa mới và nổi bật nhất là Oliver Cromwell. Chế độ Cộng hòa đã chiến đấu tại các cuộc chiến ở Ireland và Scotland để thiết lập sự chiếm đóng quân sự trong khối Cộng hòa.
Trong tháng 4/1653 Cromwell và các Grandees của quân đội kiểu mới thất vọng với các thành viên của Nghị viện Rump vi cho rằng họ sẽ không thông qua đạo luật để giải tán nghị viện Rump và để nghị viện đại diện mới được bầu. Nhóm của Cromwell đã quyết định dừng phiên họp của Rump bằng quân đội và giải tán nghị viện Rump.
Sau cuộc thử nghiệm với Hội đồng đề cử (Nghị viện Barebone), các Grandees trong quân đội, Hội đồng Nhà nước thông qua sự sắp xếp hiến pháp mới được gọi là văn kiện Chính quyền. Theo Văn kiện Chính quyền quyền hành do 1 Bảo hộ công (chức vụ được nắm giữ tới hết đời) và Quốc hội kéo dài tới 3 năm, với mỗi ghế có ít nhất 5 tháng. Điều 23 của văn kiện chính quyền nói rằng Oliver Cromwell là Bảo hộ công đầu tiên. Văn kiện chính quyền được thay thế bằng hiến pháp thứ hai (Khiêm nhường kiến nghị và Tư vấn) theo đó Bảo hộ công có thể đề cử người kế nhiệm ông. Cromwell đề cử con trai ông Richard và đã trở thành Bảo hộ công sau cái chết của ông vào ngày 3/9/1658. 

#### Phục vị và cách mạng vinh quang
Richard tỏ ra bất lực và không thể duy trì quyền lực của mình. Ông từ chức tước hiệu của mình và về hưu vào thời kỳ khủng hoảng. Nghị viện Rump đã được tái lập và đã có thời kỳ thứ hai, nơi các quyền hành pháp vẫn thuộc Hội đồng của nhà nước. Nhưng lần phục hồi này của nền Cộng hòa cai trị tương tự như trước chế độ bảo hộ, được chứng minh là không ổn định, người đề xuất bị trục xuất, Charles II được phục vị năm 1660.
Sau khi phục vị nền quân chủ vào năm 1660, một nỗ lực của James II lại đưa Công giáo La Mã sau 1 thế kỷ bị dòng họ Tudors xóa bỏ, dẫn đến Cách mạng Vinh quang của năm 1688, trong đó ông đã bị Nghị viện phế truất. Ngôi vị sau đó đã được Nghị viện trao cho người kế vị theo giáo hội Anh con gái và cháu ngoại của James II là Mary II và William III.

#### Liên minh với Scotland
Tại Scotland, sự thu hút tài chính và một phần tháo gỡ lệnh trừng phạt thương mại Anh thông qua Đạo luật Alien 1705. Người Anh lo lắng về sự kế vị hoàng gia. William III qua đời năm 1702 đã dẫn đến sự lên ngôi của Anne, em vợ của William III. Nhưng đứa con duy nhất của William III đã qua đời năm 1700 và đạo luật kế vị 1701 đã trao ngôi vị cho dòng họ Hanover theo tin lành. Tại Scotland việc kế vị cũng được áp dụng như tại Anh. Trước năm 1704 tại Scotland khủng hoảng Liên hiệp Ngôi vua diễn ra, với Đạo luật Scotland về an ninh cho phép Quốc hội Scotland lựa chọn ngôi vua khác, có thể với lần lượt chính sách độc lập trong chiến tranh châu Âu. Người Anh không muốn dòng họ Stuart lên ngôi của Scotland, cũng không muốn Scotland liên minh với quốc gia khác.
Một Hiệp ước Liên minh được chấp thuận ngày 22 tháng 7 năm 1706, và sau đó là Đạo luật Liên minh năm 1707 thành lập Vương quốc Liên hiệp Anh, sự độc lập của Anh và Scotland kết thúc tháng 1/1707. Luật Liên minh tạo ra hệ thống thuế quan và đồng tiền chung với điều kiện phù hợp với Đạo luật, mọi luật và các hành động vi phạm đều không có giá trị.
Nghị viện Anh và Scotland hợp nhất thành Nghị viện Liên hiệp Vương quốc Anh tại Westminster, Luân Đôn. Trong thời gian này Anh không hoạt động là quốc gia độc lập vì vậy không có chính phủ quốc gia. Luật pháp của Anh không bị ảnh hưởng, với thẩm quyền pháp lý Anh, xứ Wales, và Scotland tiếp tục có các luật và tòa án riêng của mình. Điều này tiếp tục tới năm 1801 kết hợp giữa Vương quốc Liên hiệp Anh và Ireland, hình thành các Vương quốc Liên hiệp Anh và Ireland. Năm 1922, Nhà nước tự do Irish ly khai khỏi Anh, dẫn đến sự đổi tên sau này thành Vương quốc Liên hiệp Anh và Bắc Ireland.

## Cộng hòa và bảo hộ
Vương quốc Anh đã là một chế độ quân chủ kể từ khi Đạo luật chung được thông qua từ năm 927 đến năm 1707. Ngoại trừ 11 năm từ 1649 đến 1660, do Nội chiến Anh, Vương quốc Anh xuất hiện một nước cộng hòa ngắn.
Sau khi vua Charles I bị hành quyết, Anh trở thành một nước cộng hòa, thời kỳ được gọi là "Thịnh vượng chung Anh" (1649–1653). Trong thời kỳ Cộng hòa, một vị tướng nổi tiếng, Oliver Cromwell, đã tìm cách kéo dài sự trị vì của chính phủ Cộng hòa Anh đến Ireland và Scotland.
Sau khi chiếm đóng thành công Scotland và Ireland, Cromwell thực sự nắm quyền kiểm soát. Ông đã giải tán quốc hội và bổ nhiệm mình làm Quốc Vương vào năm 1653. Trong nhiệm kỳ của mình, ông đã thực hiện một chế độ độc tài và đổi tên thành Thịnh vượng chung Anh, Scotland và Ireland. Cho đến khi Cromwell qua đời vào ngày 3 tháng 9 năm 1658, con trai của ông Richard Cromwell lên nắm quyền lãnh đạo. Tuy nhiên, Richard đã không thể kiểm soát chính phủ và phải tuyên bố từ chức. Chính phủ Cộng hòa được tái lập, nhưng không thể kiểm soát hiệu quả toàn bộ đất nước. Vì vậy, vào năm 1660, Charles Stuart đang lưu đày bên Pháp đã được gọi về Luân Đôn để lên ngôi với tư cách là Charles II, triều đại nhà Stuart được khôi phục.